# HL7
Health Level — 7 або HL7 — це міжнародні стандарти збереження, передачі медичної інформації та адміністративних даних пов'язаних з охороною здоров'я у програмному забезпеченні. Стандарти сфокусовані на прикладному рівні, який є «шаром 7» в моделі OSI. Стандарти HL7 розроблюються міжнародною організацією з розробки стандартів Health Level Seven International і імплементуються іншими органами, що видають стандарти, такими як Американський національний інститут стандартів (ANSI) та Міжнародна організація стандартизації (ISO), а також іншими національними установами, наприклад, ДСТУ.
Заклади охорони здоров'я та інші організації, що надають медичні послуги, як правило, мають різні комп'ютерні системи, що використовуються для автоматизації усіх процесів, починаючи від білінгових записів до відстеження станів пацієнтів. Всі ці системи повинні взаємодіяти між собою або мати інтерфейс (API) який будуть «розуміти» різні програми і разом з тим гарантувати точність і правильність переданої та прийнятої інформації.

## Види стандартів
HL7 International визначає цілий ряд гнучких стандартів, інструкцій та методологій, за допомогою яких різні комп'ютерні системи медичних установ можуть взаємодіяти між собою. Такі настанови або стандарти даних — це набір правил, які дозволяють обмінюватися інформацією та обробляти їх з універсальним підходом. Ці стандарти даних призначені для того, щоб заклади охорони здоров'я могли легко обмінюватися клінічною інформацією. Теоретично ця здатність обмінюватися інформацією повинна допомогти звести до мінімуму тенденцію до географічної ізоляції медичної допомоги.

## Основні стандарти HL7 (Primary Standards)[1]
- Fast Healthcare Interoperability Resources (FHIR®) — це система стандартів наступного покоління, створена HL7. FHIR поєднує в собі найкращі характеристики версій HL7 версії 2, версії 3 та CDA®, використовуючи найновіші вебстандарти. Рішення FHIR будуються з набору модульних компонентів, що називаються «Ресурси». Ці ресурси легко можуть бути зібрані в робочі системи, які вирішують реальні клінічні та адміністративні проблеми.
- Messaging Standard Version 2.x — стандарт передачі повідомлень є фундаментом електронного обміну даними в клінічній сфері та, можливо, найбільш широко впровадженим стандартом охорони здоров'я у світі.
- Messaging Standard Version 3 — специфікація інтероперабельності для операцій передачі медичних даних між пристроями та програмами на базі RIM.
- Clinical Document Architecture (CDA) — Архітектура клінічного документу, це стандарт розмітки документів, який визначає структуру та семантику «клінічних документів» з метою обміну між закладами охорони здоров'я.
- Clinical Context Object Workgroup (CCOW) — специфікація сумісності для візуальної інтеграції користувацького програмного забезпечення.

## HL 7 в Україні
Стандарти HL 7 в Україні представлені HL7 Ukraine, що засновано у квітні 2018 року. Метою діяльності представництва є популяризація, просування стандартів HL7 в країні, переклад та їх локалізація. Функції та задачі HL7 Ukraine:
- Участь у розробці стандартів медичної інформатики
- Розробка навчальних матеріалів
- Розповсюдження, локалізація і переклад специфікацій та протоколів
- Проведення навчання, тестування та сертифікації (за дорученням HL 7 Int)